# Godoncourt
Cet article possède des paronymes, voir Gondecourt et Gondrecourt.
Godoncourt est une commune française située dans le département des Vosges, en région Grand Est.
Ses habitants sont appelés les Godoncourtiens.

## Géographie

### Localisation
La commune est à 1,5 km de Fignévelle, 3,9 de Saint-Julien et 6,9 de Monthureux-sur-Saône.

### Sismicité
Commune située dans une zone 2 de sismicité faible.
| Saint-Julien | Monthureux-sur-Saône       |            |
| Les Thons    | Godoncourt                 | Regnévelle |
| Fignévelle   | Bousseraucourt Haute-Saône |            |

### Hydrographie et les eaux souterraines

#### Réseau hydrographique
La commune est située dans le bassin versant de la Saône au sein du bassin Rhône-Méditerranée-Corse. Elle est drainée par la Saône, le ruisseau Haut Fer, le fossé Sauvage, le ruisseau de la Gouine et le ruisseau Vadry.
La Saône prend sa source à Vioménil au pied du Ménamont, au sud des monts Faucilles à 405 m d'altitude. Elle conflue avec le Rhône à Lyon, à l'altitude de 163 mètres après avoir traversé le val de Saône.
Le ruisseau Haut Fer, d'une longueur totale de 12,8 km, prend sa source dans la commune de Lamarche et se jette dans la Saône à Fignévelle, après avoir traversé six communes.

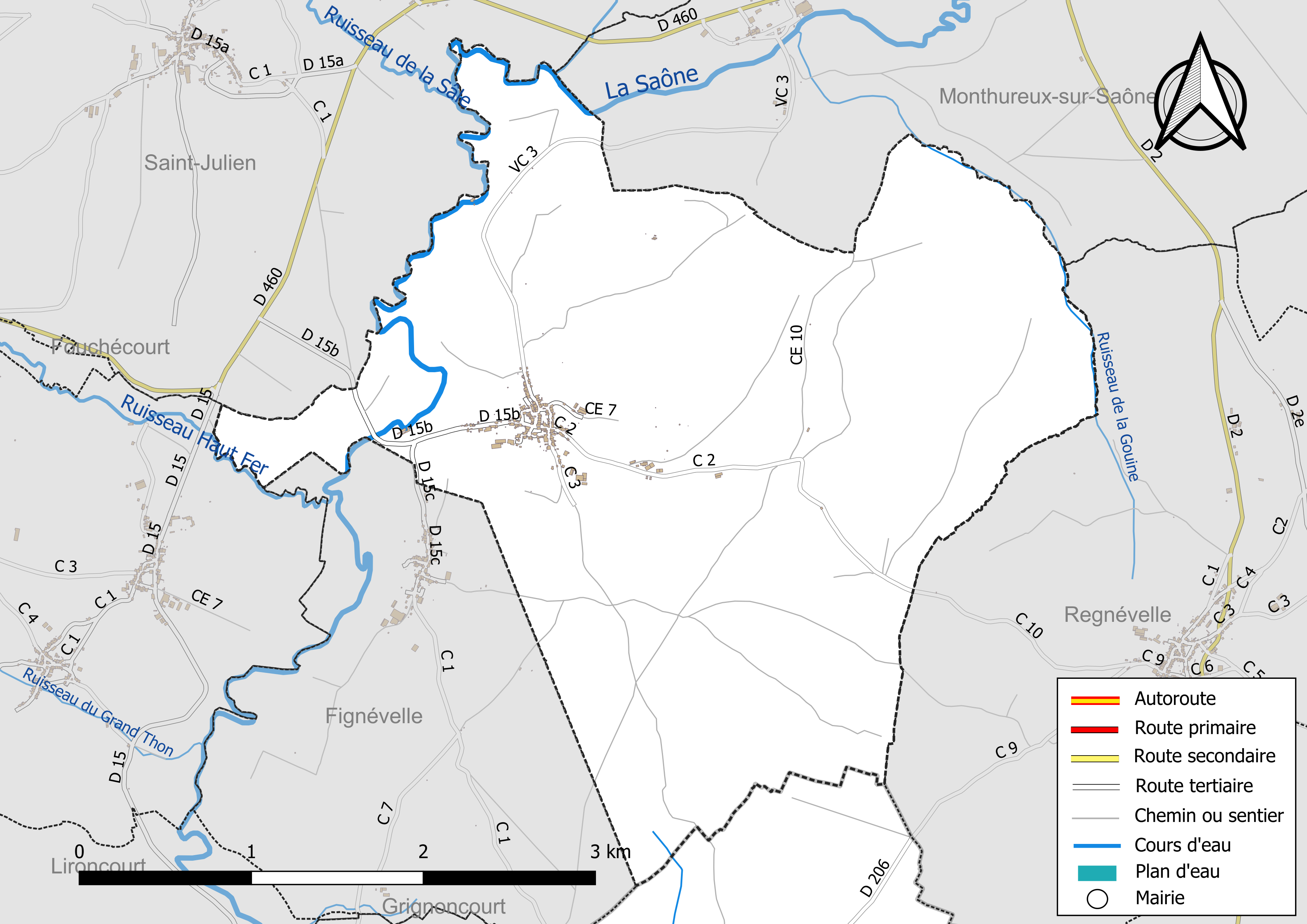
Réseaux hydrographique et routier de Godoncourt.

#### Gestion et qualité des eaux
Le territoire communal est couvert par le schéma d'aménagement et de gestion des eaux (SAGE) « Nappe des Grès du Trias Inférieur ». Ce document de planification, dont le territoire comprend le périmètre de la zone de répartition des eaux de la nappe des Grès du trias inférieur (GTI), d'une superficie de 1 497 km2, est en cours d'élaboration. L’objectif poursuivi est de stabiliser les niveaux piézométriques de la nappe des GTI et atteindre l'équilibre entre les prélèvements et la capacité de recharge de la nappe. Il doit être cohérent avec les objectifs de qualité définis dans les SDAGE Rhin-Meuse et Rhône-Méditerranée. La structure porteuse de l'élaboration et de la mise en œuvre est le conseil départemental des Vosges.
La qualité des eaux de baignade et des cours d’eau peut être consultée sur un site dédié géré par les agences de l’eau et l’Agence française pour la biodiversité.

### Climat
Pour des articles plus généraux, voir Climat du Grand Est et Climat des Vosges.
En 2010, le climat de la commune est de type climat des marges montargnardes, selon une étude du Centre national de la recherche scientifique s'appuyant sur une série de données couvrant la période 1971-2000. En 2020, Météo-France publie une typologie des climats de la France métropolitaine dans laquelle la commune est exposée à un climat océanique altéré et est dans la région climatique  Lorraine, plateau de Langres, Morvan, caractérisée par un hiver rude (1,5 °C), des vents modérés et des brouillards fréquents en automne et hiver. 
Pour la période 1971-2000, la température annuelle moyenne est de 9,9 °C, avec une amplitude thermique annuelle de 17,1 °C. Le cumul annuel moyen de précipitations est de 994 mm, avec 13,2 jours de précipitations en janvier et 9,3 jours en juillet. Pour la période 1991-2020, la température moyenne annuelle observée sur la station météorologique de Météo-France la plus proche, « Venisey », sur la commune de Venisey à 19 km à vol d'oiseau, est de 11,0 °C et le cumul annuel moyen de précipitations est de 850,7 mm. 
La température maximale relevée sur cette station est de 39,7 °C, atteinte le 25 juillet 2019 ; la température minimale est de −17,4 °C, atteinte le 30 décembre 2005,,. 
Les paramètres climatiques de la commune ont été estimés pour le milieu du siècle (2041-2070) selon différents scénarios d'émission de gaz à effet de serre à partir des nouvelles projections climatiques de référence DRIAS-2020. Ils sont consultables sur un site dédié publié par Météo-France en novembre 2022.

## Urbanisme

### Typologie
Au 1er janvier 2024, Godoncourt est catégorisée commune rurale à habitat dispersé, selon la nouvelle grille communale de densité à sept niveaux définie par l'Insee en 2022.
Elle est située hors unité urbaine et hors attraction des villes,.

### Occupation des sols
L'occupation des sols de la commune, telle qu'elle ressort de la base de données européenne d’occupation biophysique des sols Corine Land Cover (CLC), est marquée par l'importance des territoires agricoles (57,5 % en 2018), en diminution par rapport à 1990 (60 %). La répartition détaillée en 2018 est la suivante : 
prairies (39,8 %), forêts (38 %), terres arables (17,7 %), zones urbanisées (2,5 %), milieux à végétation arbustive et/ou herbacée (2 %). L'évolution de l’occupation des sols de la commune et de ses infrastructures peut être observée sur les différentes représentations cartographiques du territoire : la carte de Cassini (XVIIIe siècle), la carte d'état-major (1820-1866) et les cartes ou photos aériennes de l'IGN pour la période actuelle (1950 à aujourd'hui).

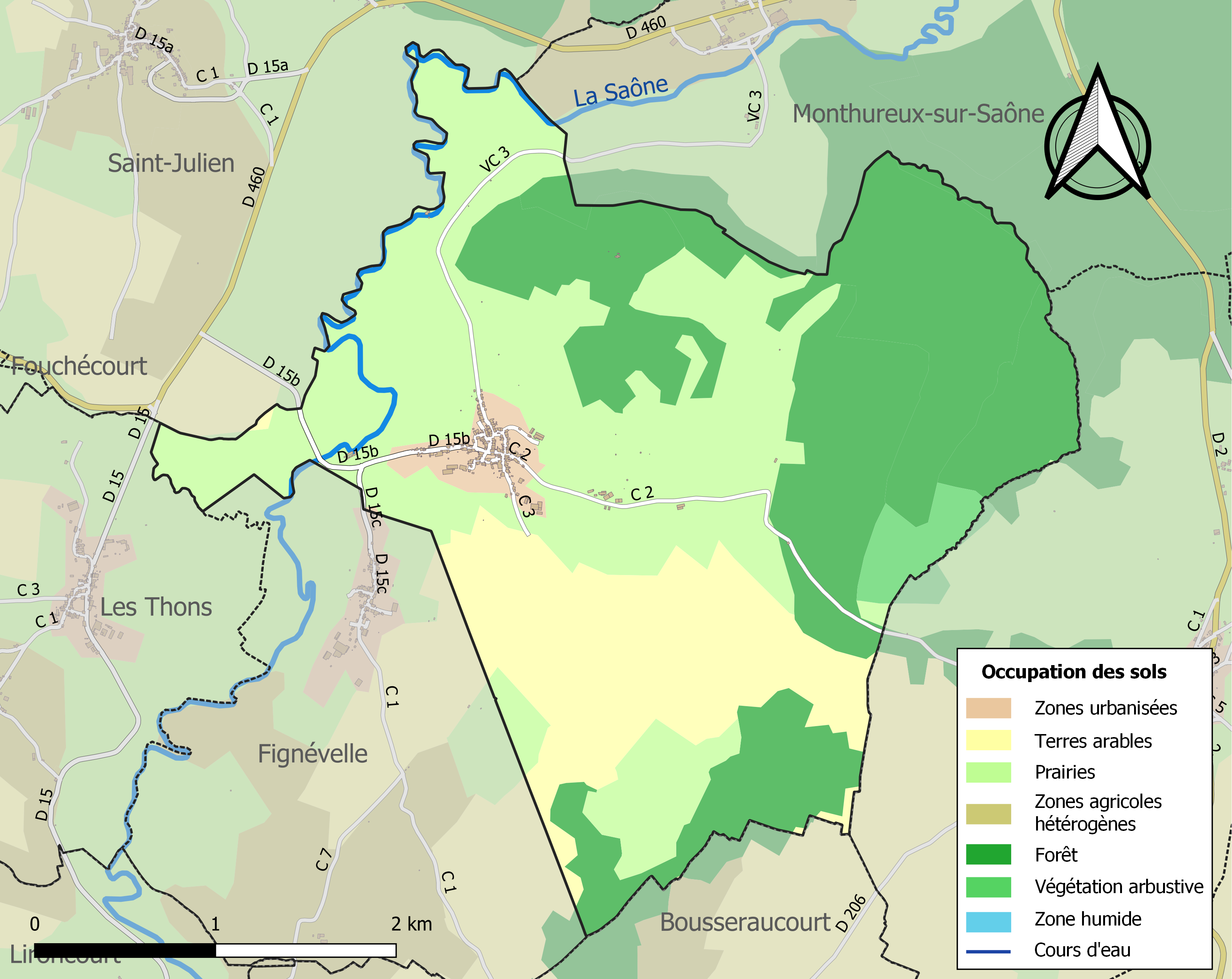
Carte des infrastructures et de l'occupation des sols de la commune en 2018 (CLC).

## Toponymie
Le nom de la localité est attesté sous les formes W. de Gondocurt (1162) ; Gundocurt (1190) ; Gundoniscurtem (XIIe siècle) ; Gondocort (1227) ; Goudoncort (1249) ; Gondecour (1286) ; Gondoncourt (1321) ; Gondocourt (1350) ; Gondoncuria (1558) ; Godoncourt (1687) ; Godonconr (1698) ; Gaudoncour, alias Godoncour seu Gondoncour (1749) ; Gaudoncourt (1790).

## Histoire
Jusqu'en 1789 Gondoncourt est un village comtois et fait partie des terres dites de surséances. Il sera incorporé au département des Vosges après 1789.
Pendant la Guerre de Trente Ans, le bourg fut brûlé par les mercenaires de Bernard de Saxe-Weimar et les habitants décimés.
Godoncourt, rattaché à Jonvelle jusqu'au milieu du XVIIIe siècle, a accueilli des moines à partir du XIIe siècle qui ont fondé l'ermitage Sainte Anne. Les derniers ermites, issus de la congrégation de Saint-Jean-Baptiste de Besançon, ont occupé l'ermitage jusque dans les années 1760. L'ermitage devient propriété à la suite de la vente des biens nationaux.
Le retable de la chapelle est classé monuments historiques en 1927 et intègre les collections du Musée départemental d'art ancien et contemporain à Épinal en 1932. Il est aujourd'hui visible dans les salles d'exposition permanente.

## Politique et administration
| Période                                  | Période   | Identité         | Étiquette | Qualité     |
| ---------------------------------------- | --------- | ---------------- | --------- | ----------- |
| Les données manquantes sont à compléter. |           |                  |           |             |
| avant mars 2001                          | mars 2014 | Roland Ferdinand |           |             |
| mars 2014                                | En cours  | Jean-Luc Durieux |           | Agriculteur |

### Budget et fiscalité 2022

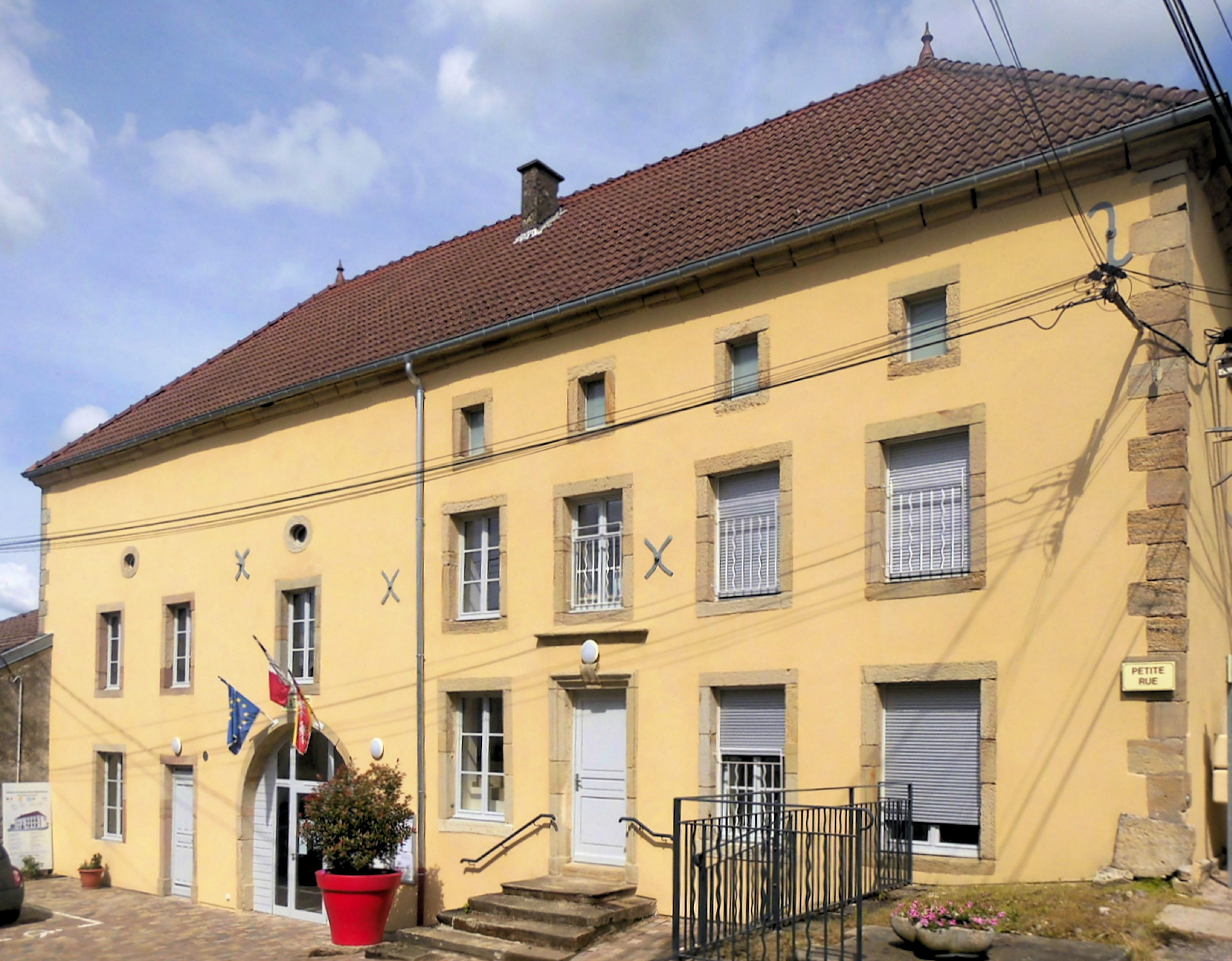
La mairie.

En 2022, le budget de la commune était constitué ainsi :
- total des produits de fonctionnement : 114 000 €, soit 962 € par habitant ;
- total des charges de fonctionnement : 62 000 €, soit 519 € par habitant ;
- total des ressources d'investissement : 6 000 €, soit 51 € par habitant ;
- total des emplois d'investissement : 11 000 €, soit 89 € par habitant ;
- endettement : 139 000 €, soit 1 165 € par habitant.

Avec les taux de fiscalité suivants :
- taxe d'habitation : 17,44 % ;
- taxe foncière sur les propriétés bâties : 40,49 % ;
- taxe foncière sur les propriétés non bâties : 15,09 % ;
- taxe additionnelle à la taxe foncière sur les propriétés non bâties : 0,00 % ;
- cotisation foncière des entreprises : 0,00 %.

Chiffres clés Revenus et pauvreté des ménages en 2021 : médiane en 2021 du revenu disponible, par unité de consommation : 16 110 €.

## Population et société

### Démographie

#### Évolution démographique
L'évolution du nombre d'habitants est connue à travers les recensements de la population effectués dans la commune depuis 1793. Pour les communes de moins de 10 000 habitants, une enquête de recensement portant sur toute la population est réalisée tous les cinq ans, les populations de référence des années intermédiaires étant quant à elles estimées par interpolation ou extrapolation. Pour la commune, le premier recensement exhaustif entrant dans le cadre du nouveau dispositif a été réalisé en 2008.

En 2022, la commune comptait 116 habitants, en évolution de −11,45 % par rapport à 2016 (Vosges : −2,96 %, France hors Mayotte : +2,11 %).
| 1793 | 1800 | 1806 | 1821 | 1831 | 1836 | 1841 | 1846 | 1856 |
| ---- | ---- | ---- | ---- | ---- | ---- | ---- | ---- | ---- |
| 763  | 806  | 752  | 870  | 792  | 797  | 782  | 715  | 611  |

| 1861 | 1866 | 1876 | 1881 | 1886 | 1891 | 1896 | 1901 | 1906 |
| ---- | ---- | ---- | ---- | ---- | ---- | ---- | ---- | ---- |
| 633  | 666  | 605  | 547  | 547  | 545  | 499  | 501  | 469  |

| 1911 | 1921 | 1926 | 1931 | 1936 | 1946 | 1954 | 1962 | 1968 |
| ---- | ---- | ---- | ---- | ---- | ---- | ---- | ---- | ---- |
| 397  | 357  | 366  | 376  | 291  | 242  | 222  | 259  | 208  |

| 1975 | 1982 | 1990 | 1999 | 2006 | 2008 | 2013 | 2018 | 2022 |
| ---- | ---- | ---- | ---- | ---- | ---- | ---- | ---- | ---- |
| 182  | 171  | 143  | 152  | 136  | 132  | 139  | 117  | 116  |

### Enseignement
Établissements d'enseignements :
- Écoles maternelles et primaires à Monthureux-sur-Saône, Isches, Passavant-la-Rochère, Corre.
- Collèges à Monthureux-sur-Saône, Lamarche, Martigny-les-Bains, Bourbonne-les-Bains, Vauvillers.
- Lycées à Contrexéville, La Vôge-les-Bains.

### Santé
Professionnels et établissements de santé : 
- Médecins à Monthureux-sur-Saône, Mont-lès-Lamarche, Passavant-la-Rochère, Corre, Lamarche.
- Pharmacies à  Monthureux-sur-Saône, Corre, Lamarche, Martigny-les-Bains.
- Hôpitaux à Lamarche, Vittel, Saint-Rémy, Ville-sur-Illon.

### Cultes
- Culte catholique, Paroisse Notre-Dame-de-la-Saône[32], Diocèse de Saint-Dié.

## Économie

### Entreprises et commerces

#### Agriculture
- Élevage de vaches laitières.
- Élevage d'ovins et de caprins.
- Élevage d'autres animaux.

#### Tourisme
- Hébergements et restauration à Monthureux-sur-Saône, Claudon, Bourbonne-les-Bains, Melay.

#### Commerces
- Commerces et services de proximité.

## Culture locale et patrimoine

### Lieux et monuments

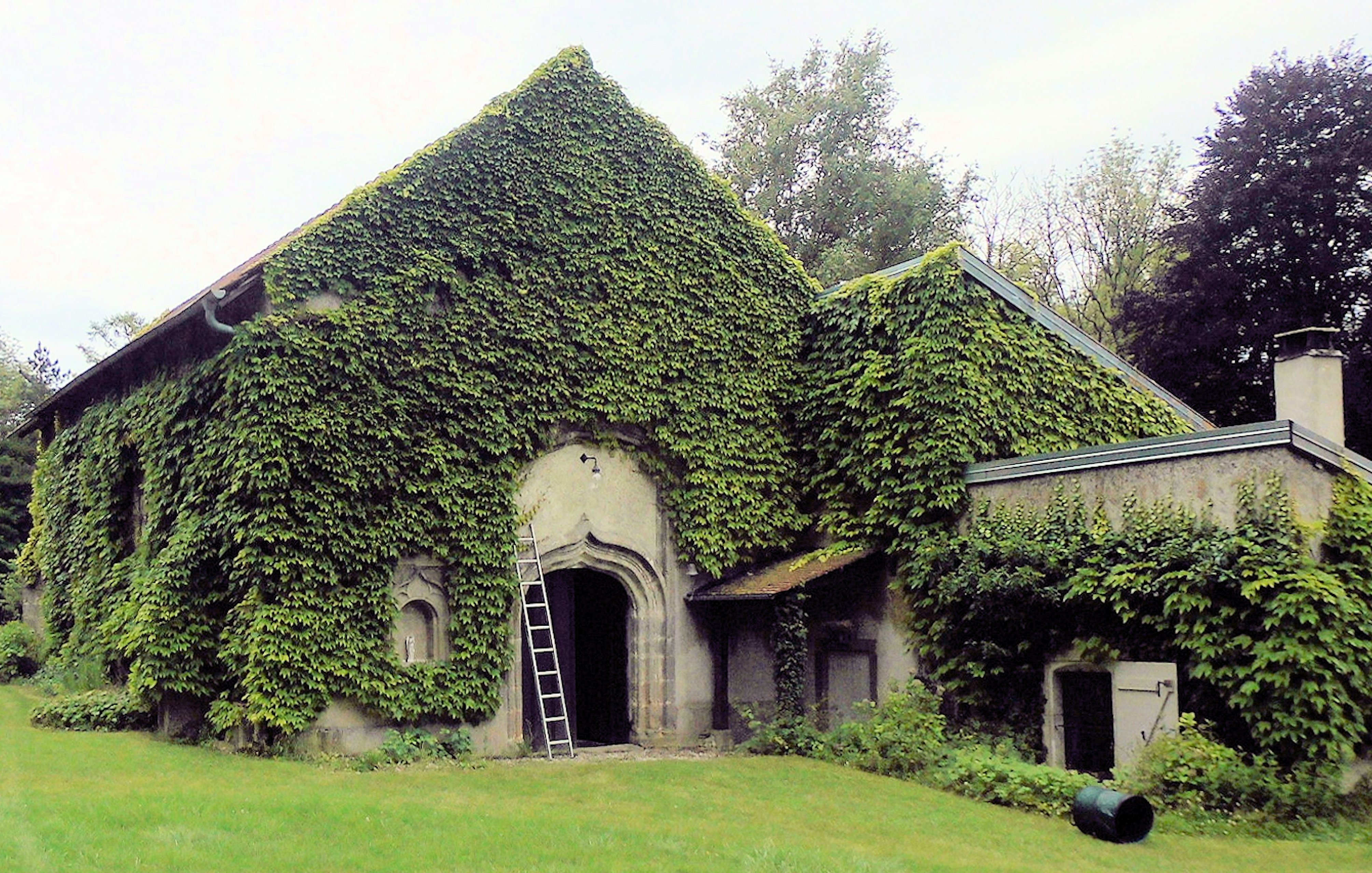
La chapelle de l'ermitage Sainte-Anne
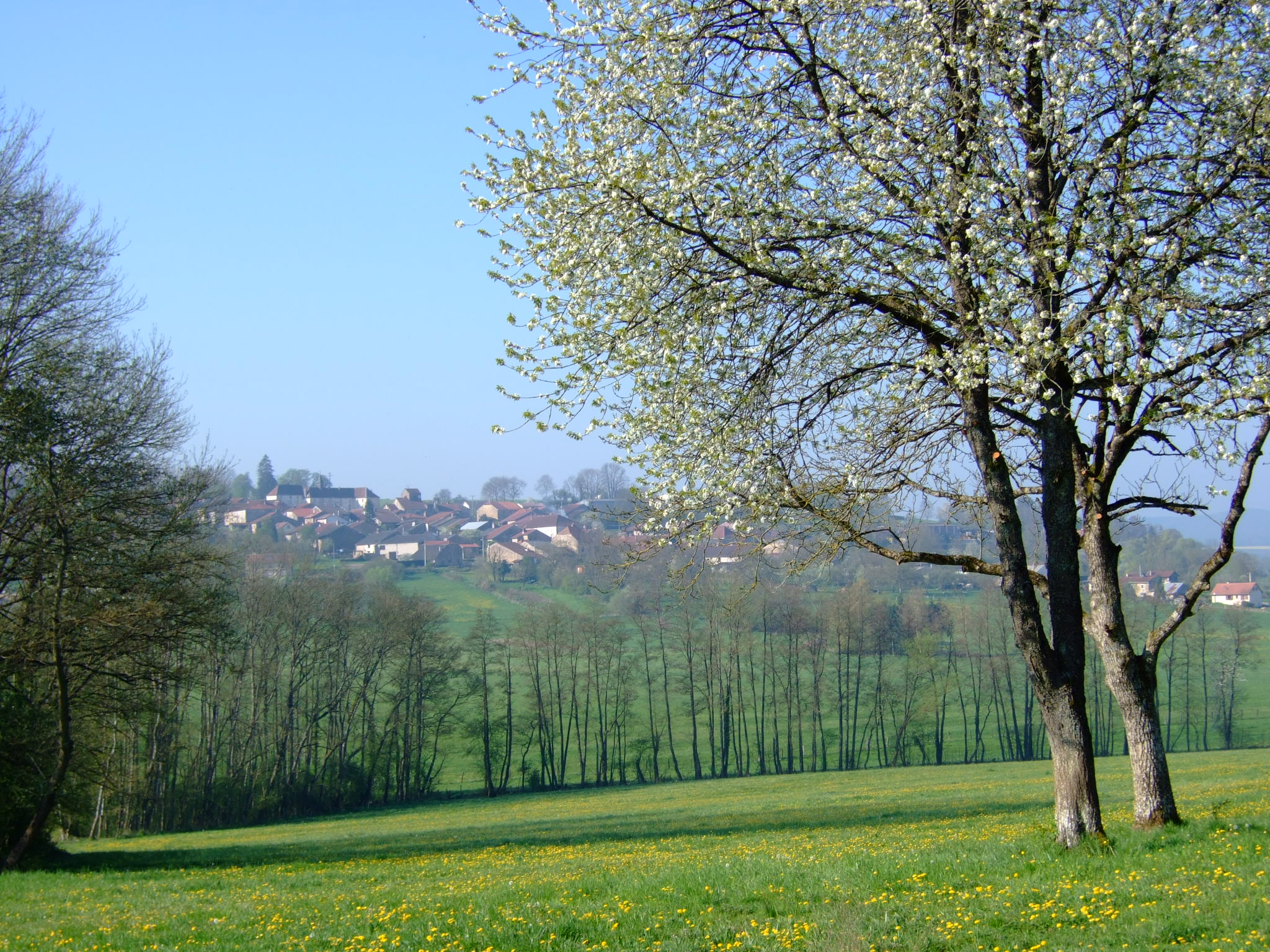
Vue générale sur le village.
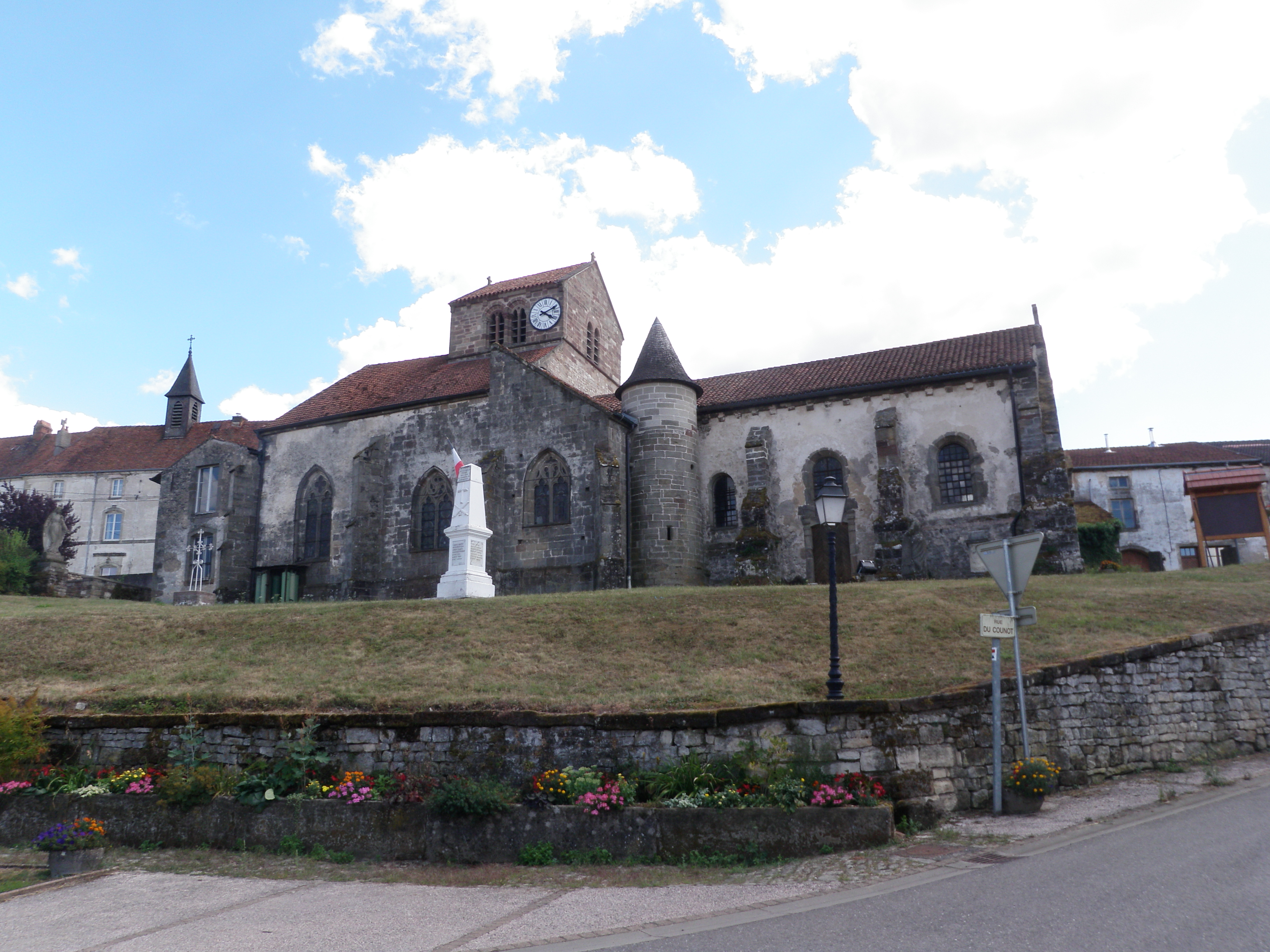
Église Saint-Rémy (vue générale).
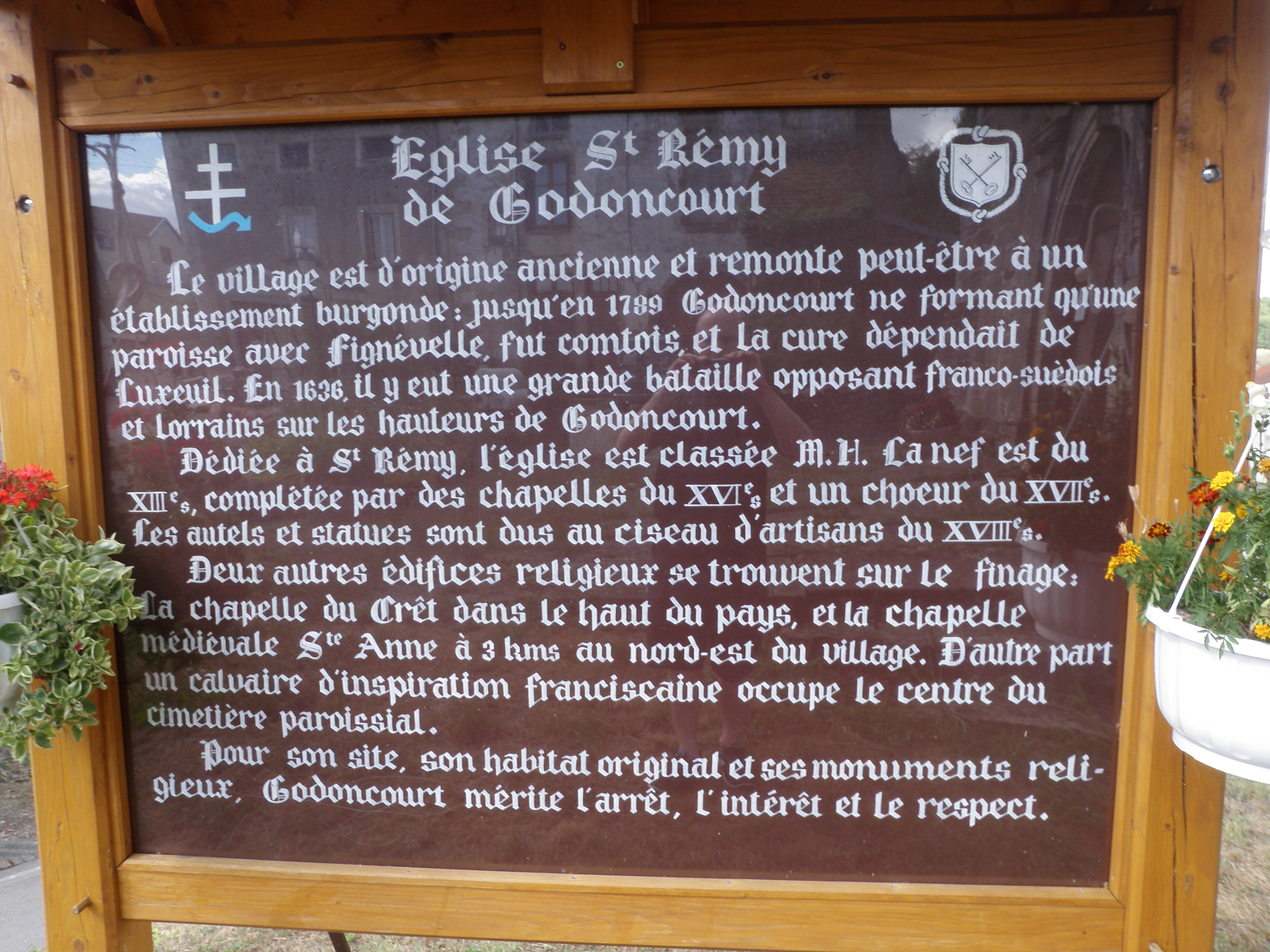
Panneau sur l'église Saint-Rémy.
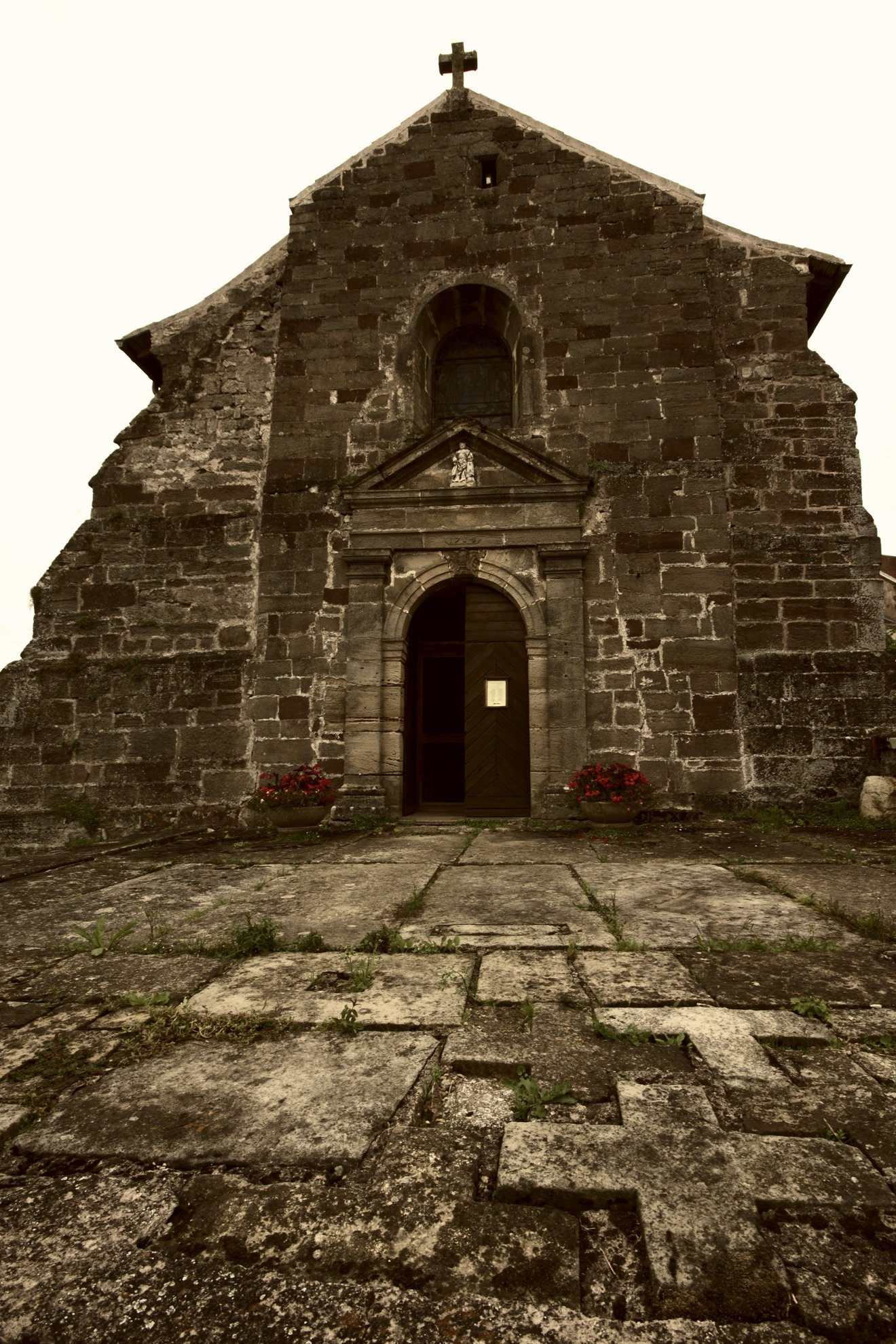
Église Saint-Rémy (portail).
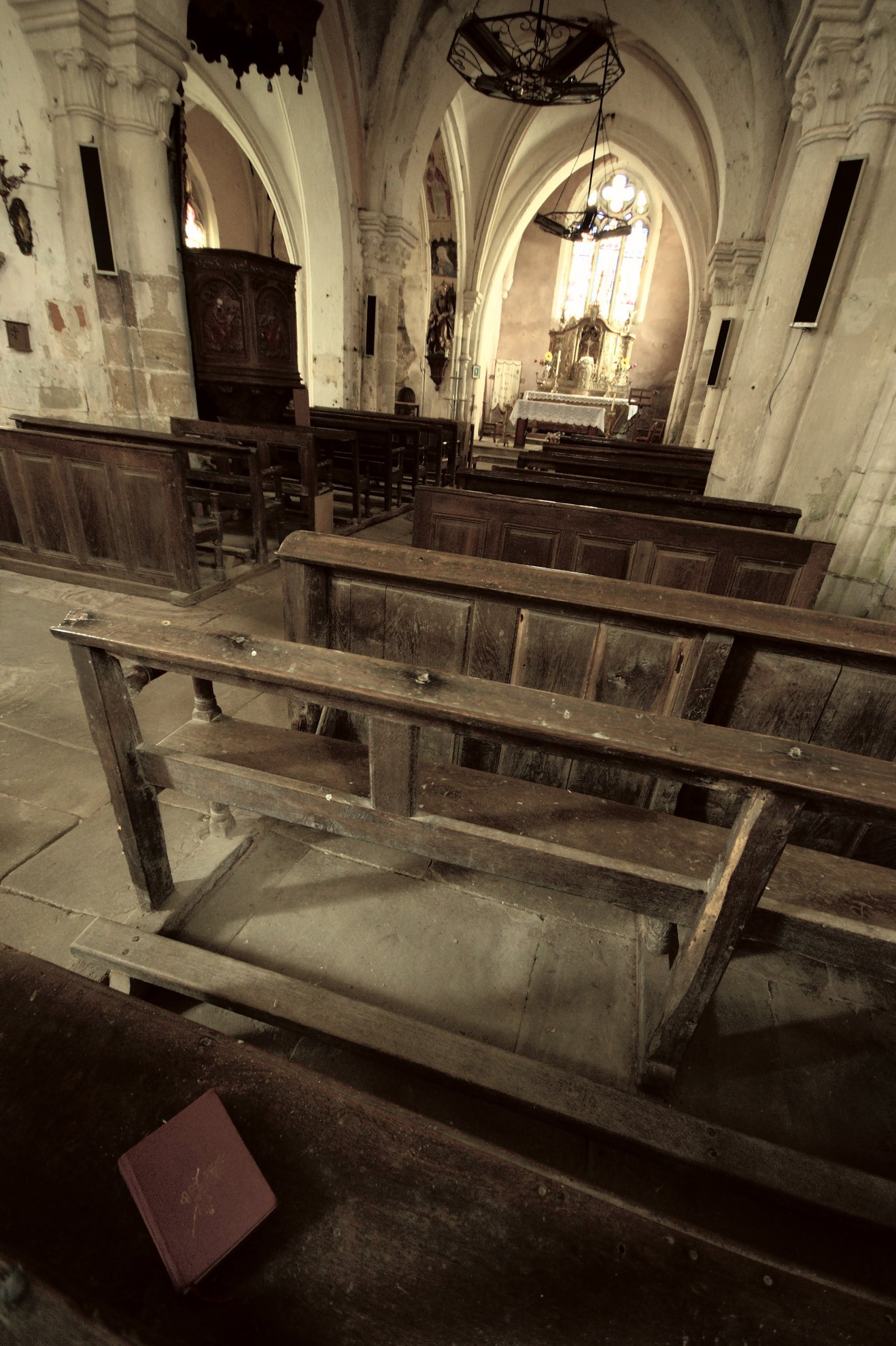
Église Saint-Rémy (intérieur).
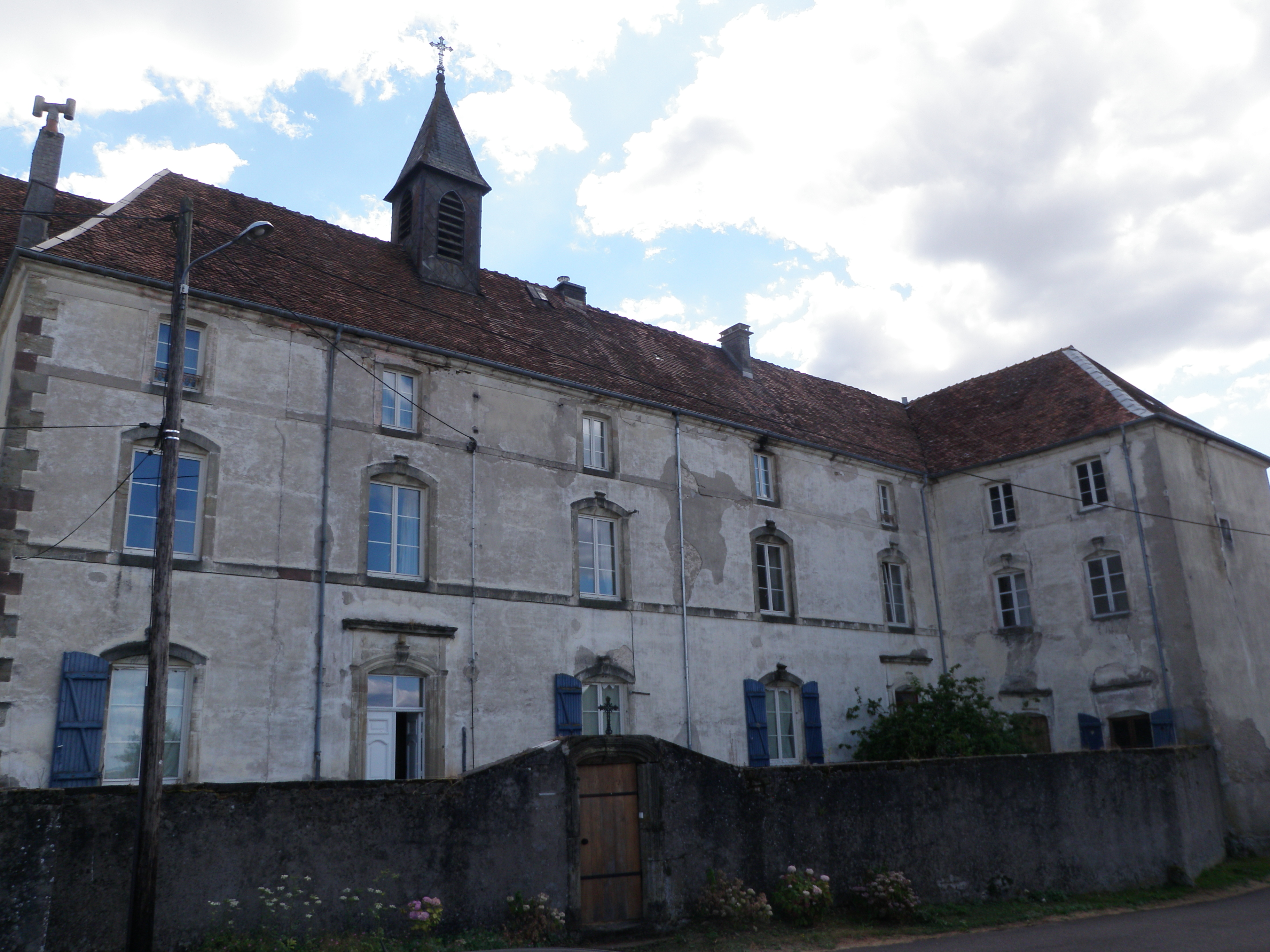
Ancien monastère.
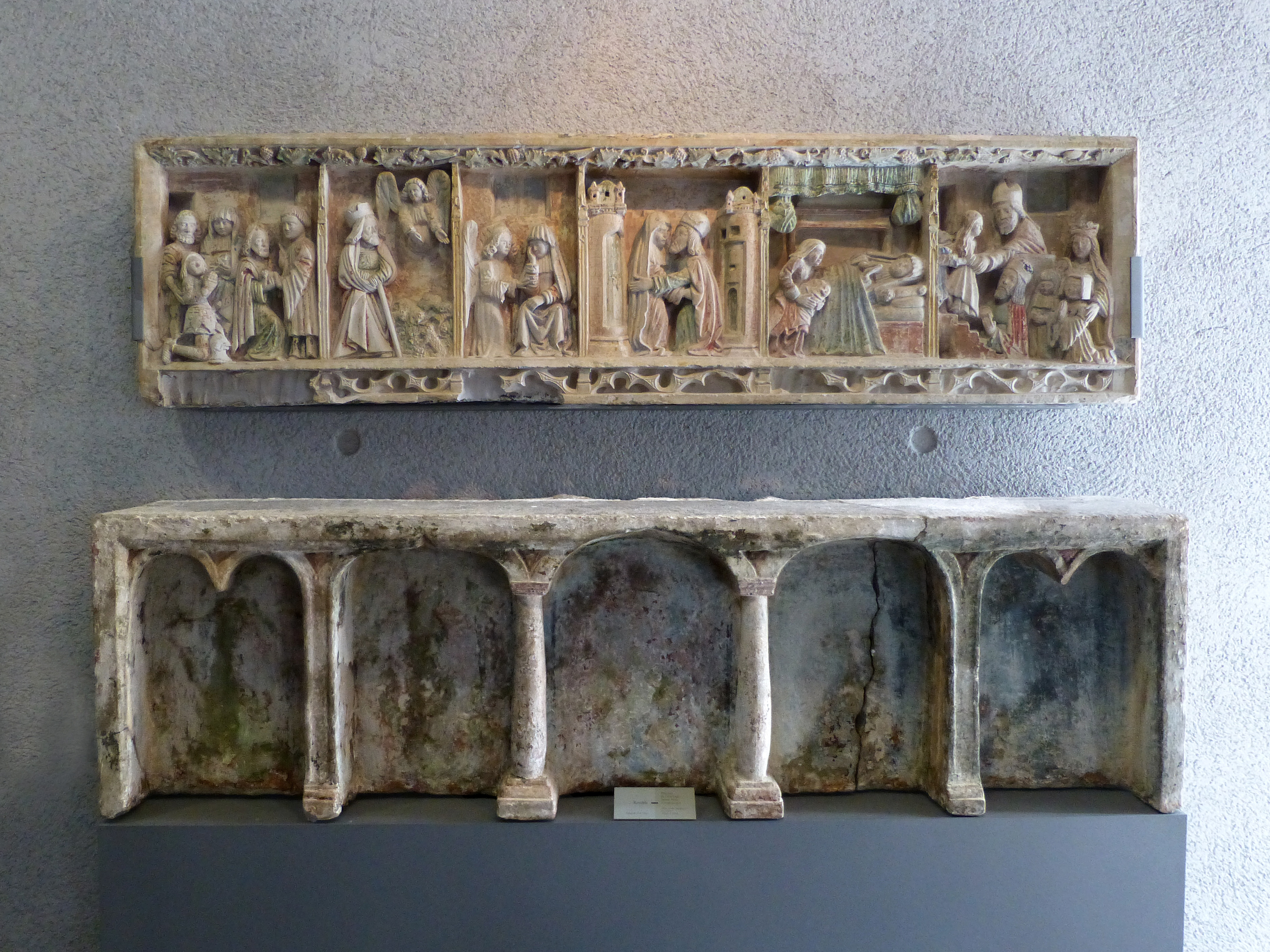
Retable provenant de l'ermitage Sainte-Anne à Godoncourt[33].

- Église Saint-Rémy classée au titre des monuments historiques par arrêté du 16 septembre 1907[34].

Autel, retable, exposition, tabernacle, 6 chandeliers d'autel (porte-cierges), antependium (maître-autel).
Statue Christ en croix.
Statue et sa niche : Vierge de Pitié.
Statue Saint Rémi.
Statue Saint Rémy.
Statue Sainte Anne.
Plaque commémorative de fondation de messe de George Maire, de Godoncourt, chirurgien major des armées du roi et de son épouse D.F.Grave.
- Chapelle Saint-Anne, hermitage XVIIIe siècle[42],[43]. On lit dans Le département des Vosges de Charles Charton

« Sur la colline qui est en face de Godoncourt, et qu'on nomme côte Sainte—Anne, existe une chapelle qui porte le même nom. Elle était habitée autrefois par deux frères quêteurs qui y furent assassinés. »

- Chapelle du Crêt, dite du Vœu de Louis XIII[45].
- Couvent du Saint-Cœur de Marie fondé en 1843 par les sœurs Garcin pour l'éducation des jeunes-filles des campagnes[46]. Puis il fut de 2002 à 2013 occupé par les sœurs orthodoxes du monastère du patriarcat de Serbie[47].
- Point de vue sur la vallée de la Saône.
- Monument aux morts[48],[49].
- Une enquête thématique régionale (architecture rurale de Lorraine : Vôge méridionale) a été réalisée par le service régional de l'inventaire[50].

## Pour approfondir